# Erik Olsson i Krokom
Erik Olsson (i riksdagen kallad Olsson i Krokom), född 30 mars 1906 i Föllinge församling, Jämtlands län, död 15 augusti 1982 i Rödöns församling, Jämtlands län, var en svensk folkskollärare och riksdagsman.
Olsson var bland annat riksdagsledamot för socialdemokraterna, fullmäktigeordförande i landstinget i Jämtland, nykterist och kassör i IOGT.